# Somalie aux Jeux paralympiques d'été de 2016
La Somalie participe  pour la première fois aux Jeux paralympiques à l'occasion des Jeux d'été de 2016 à Rio de Janeiro, du 7 au 18 septembre. Le pays est représenté par un unique athlète, en athlétisme, et ne remporte pas de médaille.

## Athlètes engagés

### Athlétisme
Farhan Hadafo Adawe, âgé de 19 ans et qui a vécu essentiellement en Italie où il effectue ses entraînements, concourt à l'épreuve du 100 mètres, dans la catégorie T52 pour athlètes en fauteuil roulant. Il termine cinquième sur sept lors de sa course au premier tour, et n'atteint pas les demi-finales.
| Athlète      | Épreuve          | 1er tour | 1er tour | Demi-finale | Demi-finale | Finale  | Finale  |
| Athlète      | Épreuve          | Time     | Rank     | Time        | Rank        | Time    | Rank    |
| ------------ | ---------------- | -------- | -------- | ----------- | ----------- | ------- | ------- |
| Farhan Adawe | 100 m T52 hommes | 18 s 49  | 5e       | éliminé     | éliminé     | éliminé | éliminé |